# 斯坦巴克
斯坦巴克（英語：Steinbach，i/ˈstaɪnbæk/）是加拿大马尼托巴省南部城市，位于温尼伯东南58公里。总人口13,524（2011年），为马尼托巴省第3大城市。